# Niko Ott
Niko Ott (n. 9 iulie 1945, Konstanz, Zona de ocupație franceză din Germania⁠(d), Germania) este un canotor ce a reprezentat Germania, medaliat olimpic. A participat la o ediție a Jocurilor Olimpice (1968) în care a câștigat o medalie de aur.